# ロバート・カルプ
ロバート・カルプ（Robert Culp、本名Robert Martin Culp,1930年8月16日 - 2010年3月24日）はアメリカ合衆国カリフォルニア州オークランド出身の映画俳優、監督。

## キャリア
1953年、歴史的事件を実況中継風に再現したTVシリーズ『あなたは目撃者/架空実況中継』のエピソード「ソクラテスの死」でデビュー。その後1957年から1959年までTVドラマの西部劇『トラックダウン』で主役のホビー・ギルマン役を務めたことで注目を集めた。
1962年にウォルト・ディズニー・スタジオが製作しウォルト・ディズニーがホストを務めるTVシリーズ『ディズニーランド』のエピソード<脱線あしか騒動>に出演。
その後、映画、TV双方で活躍し数多くのドラマに出演。なかでも1965年スタートの『アイ・スパイ』シリーズ、1981年スタートの『アメリカン・ヒーロー』シリーズで知られる他、1972年の単発作品『殺人者にラブ・ソングを』を監督・主演、重厚かつスタイリッシュな存在感で異彩を放ち、高い評価を得る。また、コミカルな演技を得意とする傍らで、シリアスな社会派作品にも取り組み、私生活でも一時期、政治的なリベラル派を公言するなど精力的な研究者としても知られた。
日本でも放映されて人気を得た「刑事コロンボ」の旧シリーズでは、犯人役のゲスト・スターとして3回出演した。これは、刑事コロンボの旧シリーズとしてはジャック・キャシディと並ぶ最多記録である（新シリーズを加えるとパトリック・マクグーハンの4回が最多記録）。ここでカルプは、「刑事コロンボ」シリーズの犯人のひとつの典型である都会的でスマートなインテリの犯人像を創り上げ、高く評価された。新シリーズでは犯人役での出演はないものの、「殺人講義」に犯人の父親である弁護士役で出演した。
2010年3月24日、カリフォルニア州ロサンゼルスにある自宅の近くを散歩中に心臓発作を起こし死去した。満79歳没。

## 出演作品

### 映画

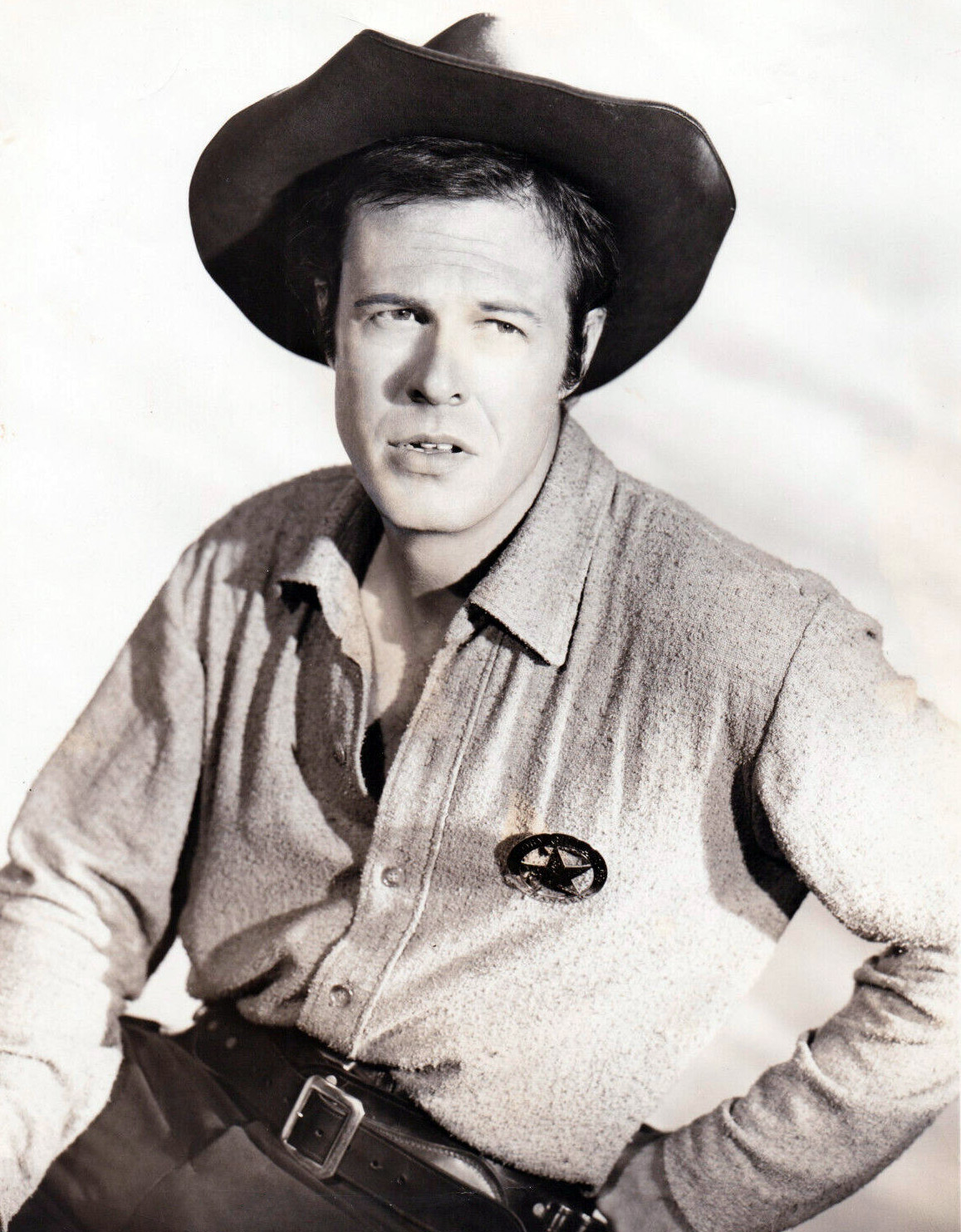
『トラックダウン』（1957-59年）

- ニューヨークの休日 Sunday in New York - ラス・ウィルソン (1963年)
- ライノ! Rhino! - ハンロン博士 (1964年)
- ボブ&キャロル&テッド&アリス Bob & Carol & Ted & Alice - ボブ・サンダース (1969年)
- 女ガンマン 皆殺しのメロディ Hannie Caulder - トマス・ルーサー・プライス (1971年)
- 殺人者にラブ・ソングを Hickey & Boggs - フランク・ボッグス (1972年)※監督も担当
- 怪盗軍団 Inside Out - スライ・ウェルズ (1975年)
- ブレーキング・ポイント Breaking Point - フランク・シリアン (1975年)
- スカイ・ライダーズ Sky Riders - ジョナス・ブラッケン (1976年)
- ゴールデンガール Goldengirl - スティーブ (1979年)
- ターク182 Turk 182! - タイラー市長 (1985年)
- ビッグ・バッド・ママ 2Big Bad Mama 2 - ダリル・ピアーソン (1987年)
- タイムボンバー Timebomber - フィリップス氏 (1991年)
- ペリカン文書 The Pelican Brief - アメリカ合衆国大統領 (1993年)
- パンサー Panther - チャールズ・ギャリー (1995年)
- シークレット・ファイル/接・近・遭・遇 Xtro 3: Watch the Skies - ガーディノ少佐 (1995年)
- クロスゲージ Most Wanted - ドナルド・ビックハート (1997年)
- ニュース・ブレイカー NewsBreak - マクナマラ裁判官 (2000年)

### TV

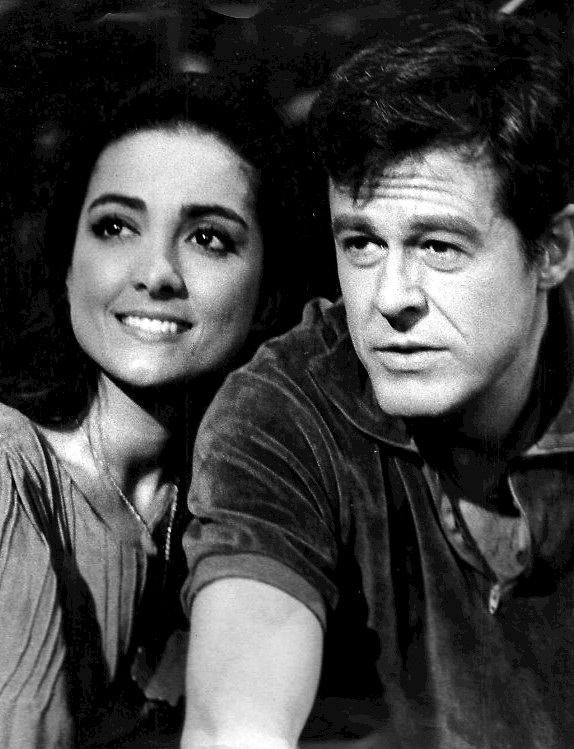
『アイ・スパイ』（1966年）

- あなたは目撃者/架空実況中継 You Are There<ソクラテスの死> - 役名不明 (1953年)
- トラックダウン（英語版） Trackdown - ホビー・ギルマン (1957-59年)
- ディズニーランド<脱線あしか騒動> - チェスター・ルーミス (1962年)
- アウター・リミッツ The Outer Limits
  - <ゆがめられた世界統一> - アレン・レイトン (1963年)
  - <宇宙ビールスの侵入> - ポール・キャメロン (1963年)
  - <ガラスの手を持つ男> - トレント (1964年)
- 犯罪組織(シンジケート) The Hanged Man - ハリー・ペイス (1965年)
- アイ・スパイ I Spy - ケリー・ロビンソン (1965-68年)
- 刑事コロンボ Columbo　全て犯人役
  - <指輪の爪あと> Death Lends a Hand - ブリマー (1971年)
  - <アリバイのダイヤル> The Most Crucial Game - ポール・ハンロン (1972年)
  - <意識の下の映像> Double Exposure - バート・ケプル (1973年)
- トリック・ジャック See the Man Run - ベン・テイラー (1971年)
- 白い恐怖 A Cold Night's Death - ロバート・ジョーンズ (1973年)
- 大洪水 Flood! - スティーブ・ブラニガン (1976年)
- ミセス・コロンボ <殺し屋の声が聞こえる>Mrs. Columbo: Word Games - チャールズ・ヒューストン (1979年)
- ROOTS/ルーツ2 - ライル・ペティジョン (1979年)
- クレイジー・ナイト The Night The City Screamed - フランク・マクガイア (1980年)
- ドリーム・マーチャント/夢を売る男The Dream Merchants - ヘンリー・ファーナム (1980年)
- アメリカン・ヒーローパイロット版/ワンダー・フライト - ビル・マックスウェル (1981年)
- アメリカン・ヒーロー The Greatest American Hero - ビル・マックスウェル (1981-83年)
- 魔性の女 Calendar Girl Murders - リチャード (1984年)
- レベッカへの鍵 The Key to Rebecca - エルヴィン・ロンメル元帥 (1985年)
- 新・刑事コロンボ<殺人講義> Columbo: Columbo Goes to College - ジョーダン・ロウ（犯人の父親で弁護士） (1990年)
- アイ・スパイ・リターンズ I Spy Returns - ケリー・ロビンソン (1994年)
- ランニング・メイツ/彼女たちの大統領選 Running Mates - パーカー・ゲーブル上院議員 (2000年)

### ゲーム
- ハーフライフ2 Half-Life 2 - ウォレス・ブリーン博士(2004)

### その他
- ドキュメンタリー「スティーブ・マックィーン:男の真髄」 Steve McQueen: The Essence of Cool (2005)